# La Vileta de Serradui
La Vileta de Serradui és un poblet del municipi d'Isàvena a la Baixa Ribagorça de l'Aragó, situat al vessant meridional de la Serra de Sis o serra del Cis, sota el Tossal dels Moros, el Brocoló, Carraduno i la Roca Cirera (1.757 metres).
Just abans de La Vileta s'ajunten els barrancs que venen de la Serra de Sis: el barranc del Riu, que baixa de Carraduno i el barranc de Codonyeres que neix entre Riguala i el Coll de Vent. El nou barranc format desemboca al riu Isàvena uns 70 metres al nord de Serradui.
Els veïns més propers de La Vileta són els petits pobles de l'antic municipi de Serradui: El Barri i Riguala.

## Arquitectura romànica
Del segle xii és l'església de Sant Martí. L'arquitectura d'aquesta ermita és d'una nau coberta amb volta de canó apuntada.
A la Vileta podem trobar també el Santuari de la Mare de Déu de la Feixa, a 1,6 quilòmetres del poble. És una nau amb volta de canó, reforçada en principi per tres arcs torals de mig punt, que parteixen de pilastres. Va ser consagrada per primera vegada en 1.018. Alguna catàstrofe va haver d'afectar la primitiva construcció i en 1.196 va haver una segona consagració. Consta, posteriorment, una reparació de les cobertes de 1.733.

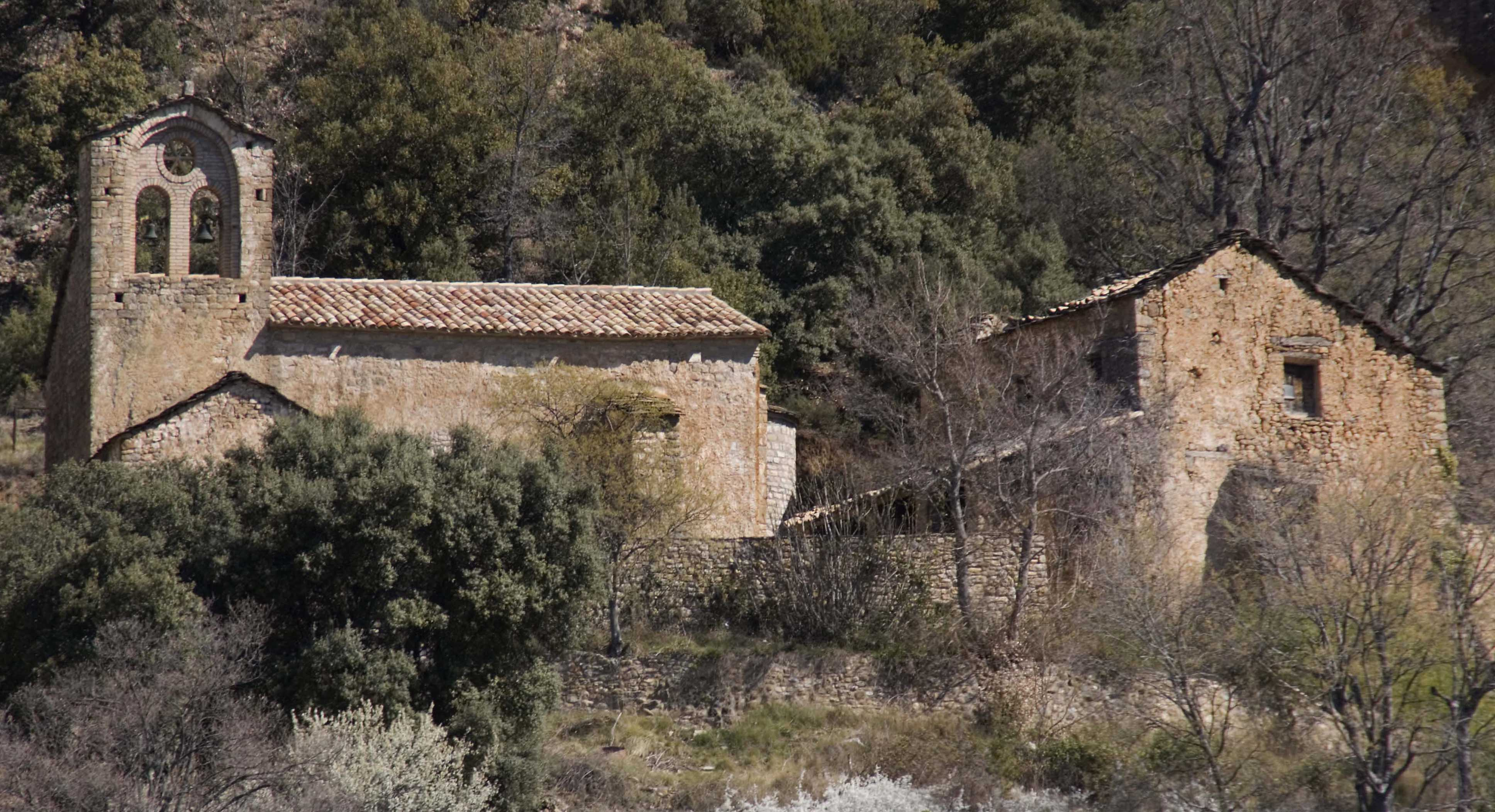
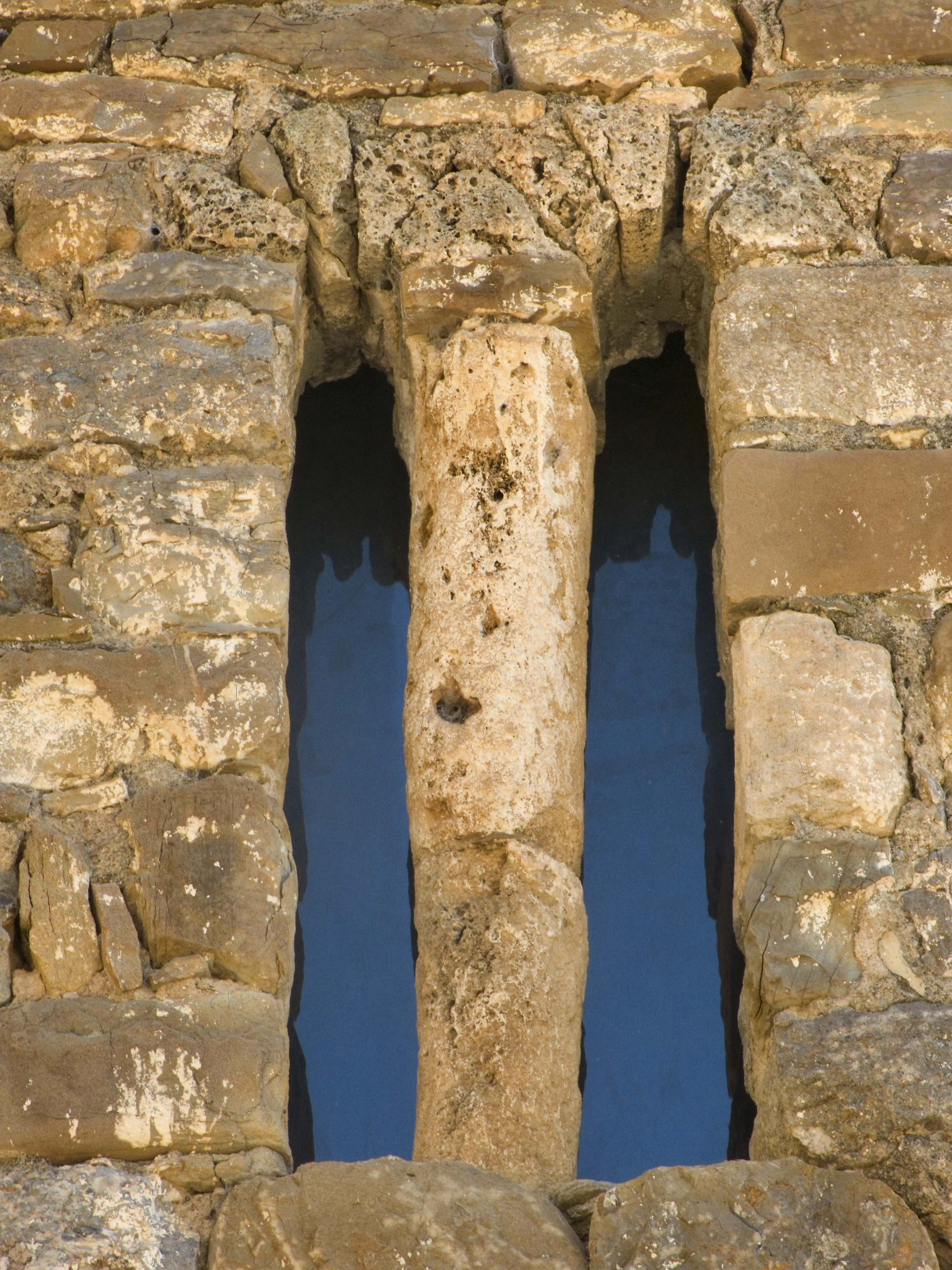
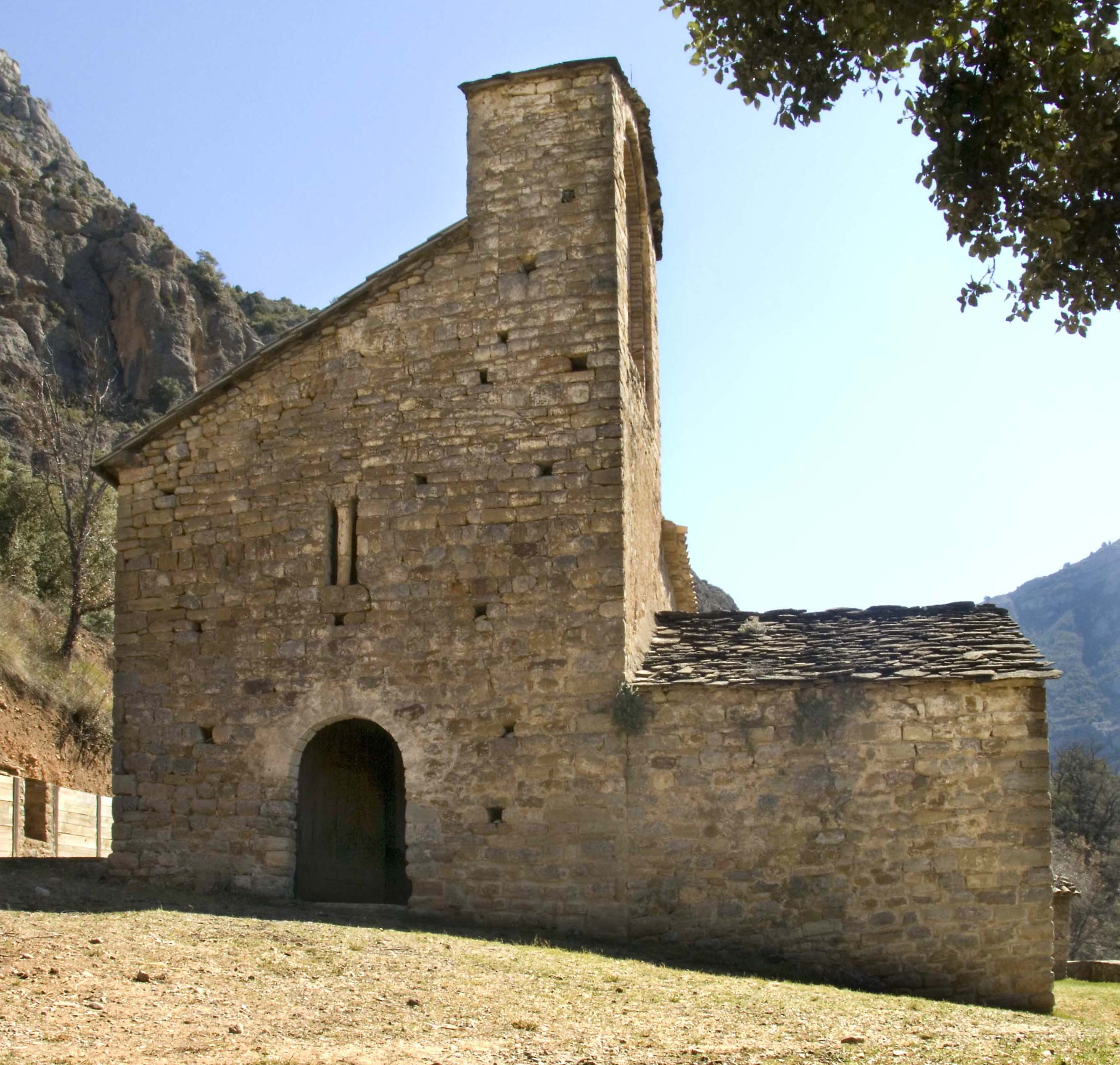

Imatges de l'Ermita de la Feixa.

## Economia
Els cereals, sobretot, però també els arbres fruiters, les oliveres i les patates són els conreus principals.

## Imatges de la Vileta i les poblacions veïnes

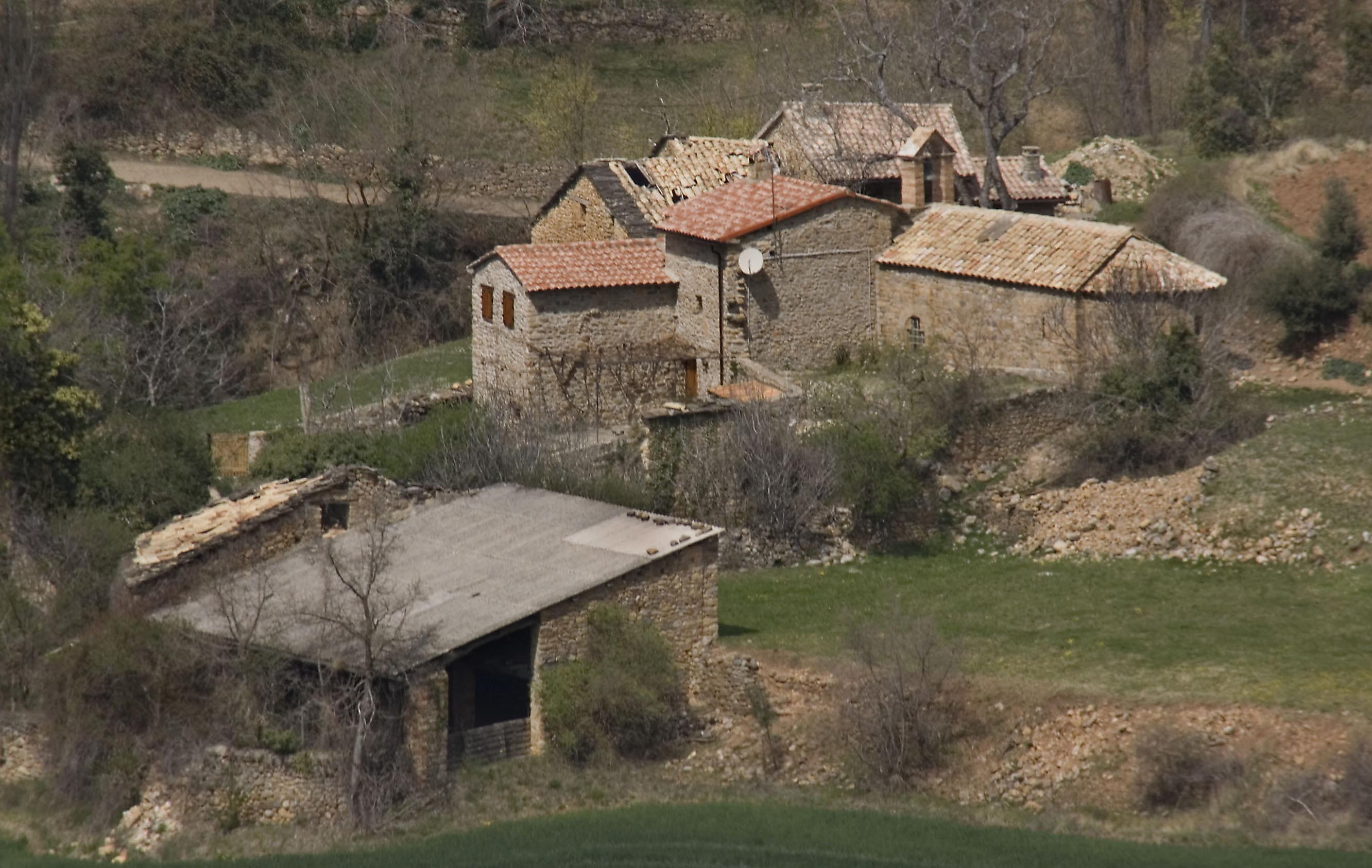
Ermita Sant Martí i Casa Gragüet de La Vileta, Situades a l'est del Pont de Serradui, cap a Coll de Vent, en direcció Riguala.
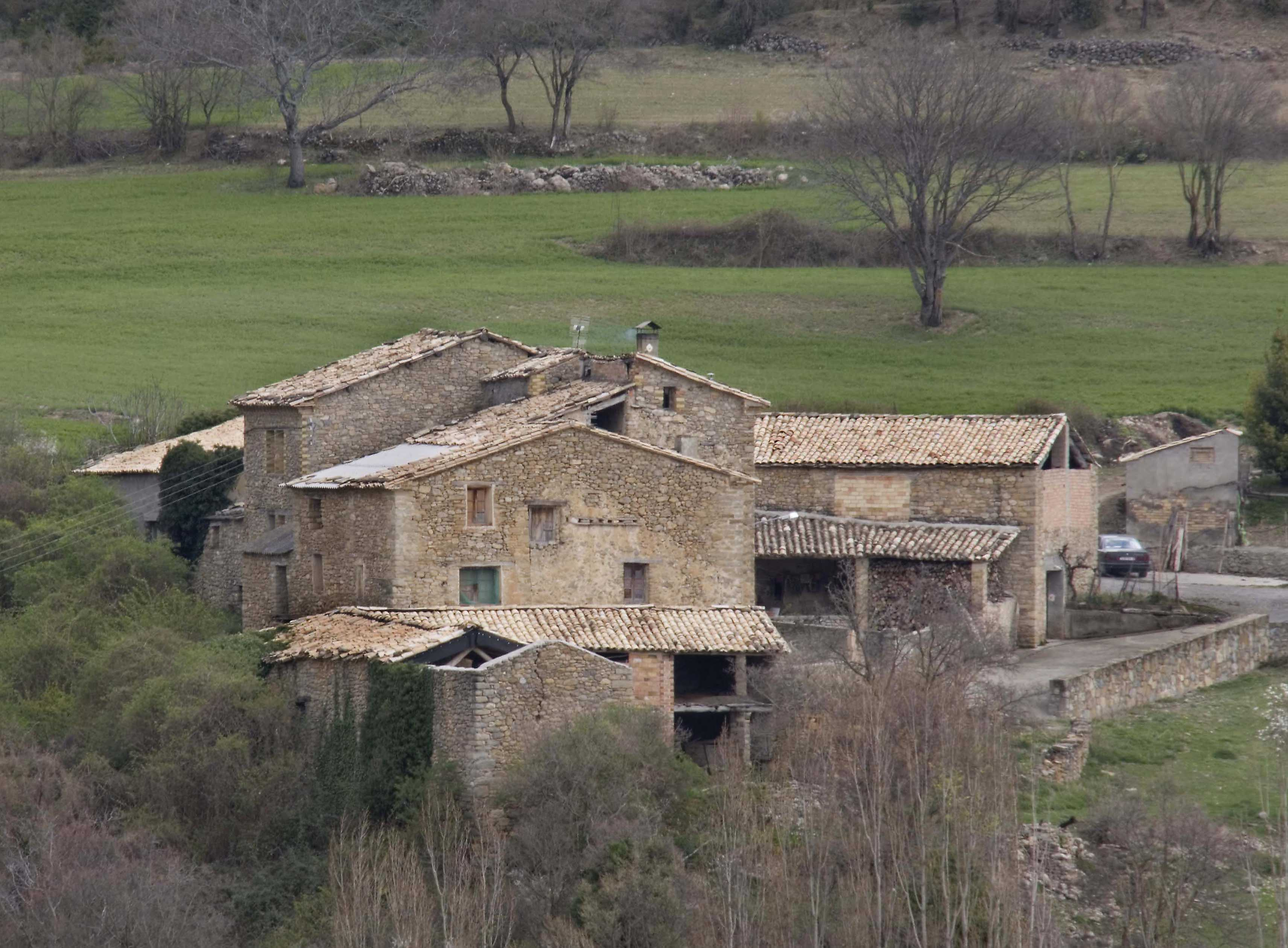
Riguala,[6] sota el Coll de Vent, Serra de Sis.
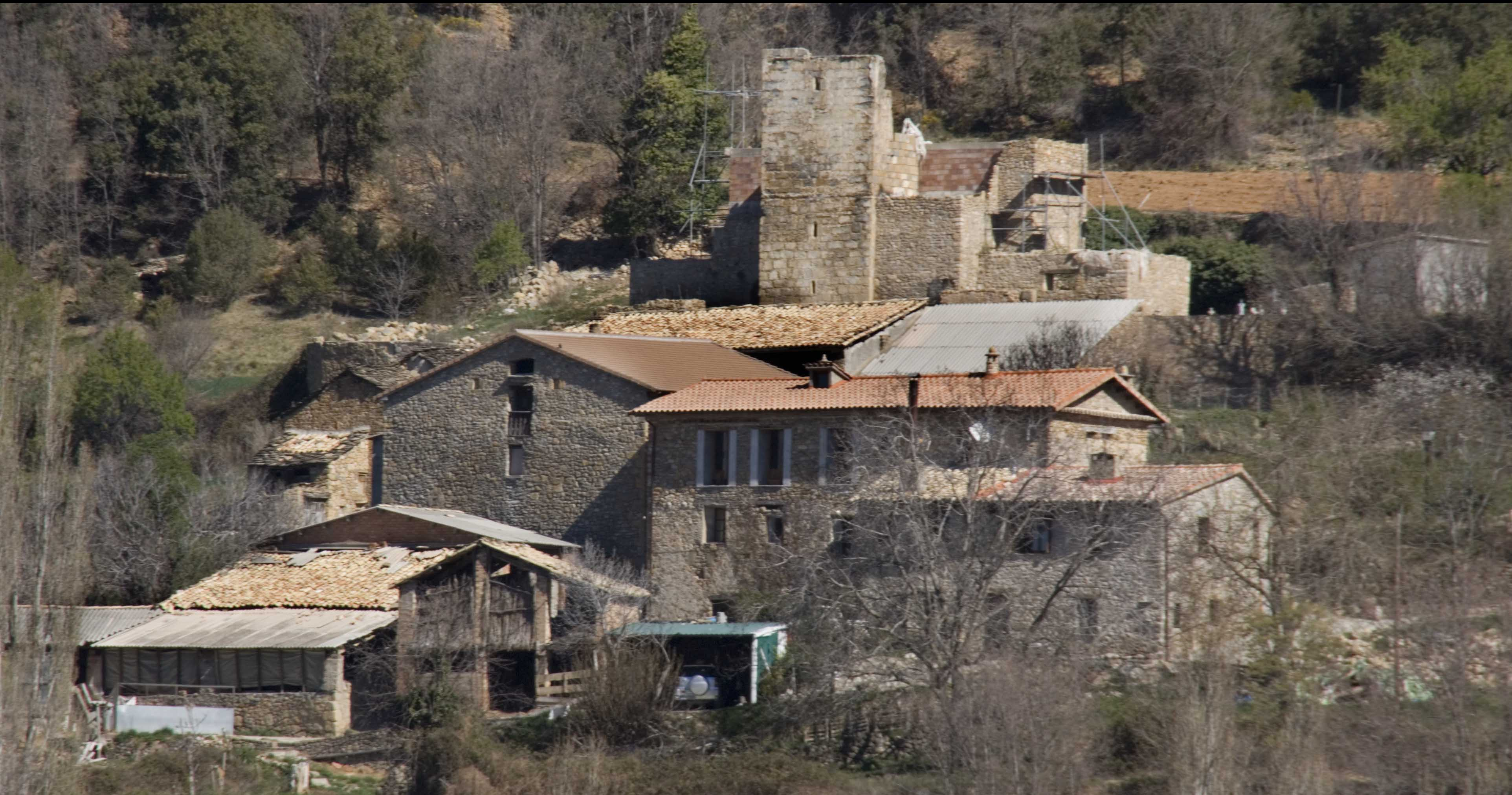
El Barri de Serradui,[5] de l'antic terme de Serradui. Actualment municipi d'Isàvena.
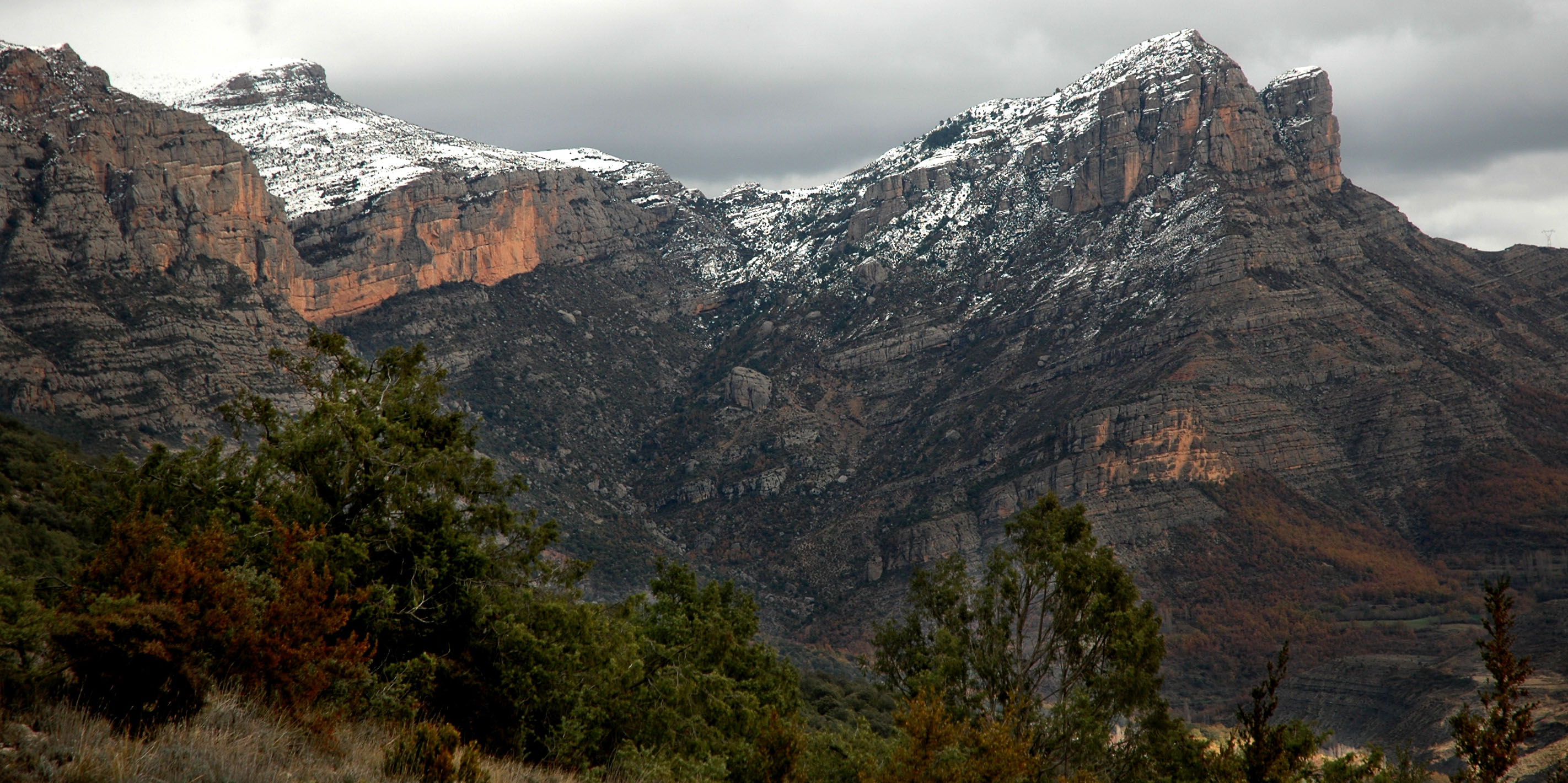
Serra de Sis.